# Shura no Mon
Shura no Mon (яп. 修羅の門, укр. Врата битв) — серія манґи, написана та проілюстрована Масатосі Кавахарою. Історія розповідає про молодого каратиста на ім'я Цукумо Муцу, 40-го майстра смертоносного стилю Муцу Енмей Рю. Манґа публікувалася в журналі Monthly Shonen Magazine видавництва Kodansha з квітня 1987 року по листопад 1996 року. Розділи були зібрані та опубліковані у 31 том, що виходили друком у період з жовтня 1987 по травень 1997 року.
Серіал-приквел Mutsu Enmei-ryū Gaiden: Shura no Toki також виходив у Monthly Shōnen Magazine, прем’єра якого відбулася в липні 1989 року і тривала до листопада 2005 року. Розділи були опубліковані в 15 томах видавництвом Kodansha. 26-серійна аніме-адаптація від студій Media Factory і Studio Comet транслювалася з 6 квітня 2004 року до 28 вересня 2004 року .
Shura no Mon отримав нагороду Kodansha Manga Award у 1990 році в категорії сьонен, і був проданий тиражем понад 30 мільйонів примірників. Дві інші додаткові серії, Shura no Mon: Daini Mon і Shura no Mon: Fudekage, були опубліковані з 2010 по 2015 рік і з 2010 по 2014 рік відповідно.

## Сюжет
Манґа розповідає історію Цукуміцу Муцу, 40-го майстра смертоносного стилю Муцу Енмей Рю. Цукуміцу прагне знайти найсильнішу людину світу, викликаючи всіх чемпіонів та експертів з бойових мистецтв Японії на вільний поєдинок. Протягом всієї манґи він подорожує різними країнами, школами карате, турнірами та чемпіонатами, перемагаючи супротивників, які стають дедалі сильнішими.

## Медіа

### Манґа
Shura no Mon виходив з квітня 1987 року по листопад 1996 року. Розділи були зібрані та опубліковані в Японії в 31 том видавництвом Kodansha з 8 жовтня 1987 року по 16 травня 1997 року.
Приквел, Mutsu Enmei-ryū Gaiden: Shura no Toki (яп. 陸奥圓明流外伝 修羅の刻), почав серіалізацію в тому ж журналі в липні 1989 року, де він виходив до листопада 2005 року. Він був зібраний і опублікований у 15 томах з 13 лютого 1990 року по 17 січня 2006 року.
У 2010 році в журналі Monthly Shōnen Magazine почалися продовження та додаткові серії: Shura no Mon: Daini Mon (яп. 修羅の門 第弐門)  і Shura no Mon: Fudekage (яп. 修羅の門異伝 ふでかげ) . Перша видавалася з листопада 2010 року по січень 2015 року та складалася з 16 томів, випущених з 19 березня 2011 року по 17 квітня 2015 року. Друга перетворила Shura no Mon на футбольну манґу. Вона видавалася з грудня 2010 року по грудень 2014 року, а вісім томів випускалися з 17 червня 2011 року по 16 січня 2015 року.

### Аніме
Три сюжетні арки з приквелу були адаптовані в 26-серійний аніме-серіал студіями Media Factory і Studio Comet. Прем'єра відбулася на TV Tokyo 6 квітня 2004 року і тривала до 28 вересня 2004 року.

## Відеоігри
В Японії та Південній Кореї вийшла лише однойменна гра для Mega Drive.
| Назва                   | Система     | Дата виходу   |
| ----------------------- | ----------- | ------------- |
| Shura no Mon (Sega)     | Mega Drive  | 7 серпня 1992 |
| Shura no Mon (Kodansha) | PlayStation | 2 квітня 1998 |

## Сприйняття
У 1990 році Shura no Mon отримав нагороду Kodansha Manga Award в категорії сьонен.
Станом на квітень 2015 року повна серія була продана в Японії тиражем понад 30 мільйонів копій.